# Gino Castaldo
Luigi Castaldo, detto Gino (Napoli, 20 ottobre 1950), è un giornalista, critico musicale, scrittore e conduttore radiofonico italiano.

## Biografia
Figlio dello sceneggiatore e autore radiofonico, teatrale e televisivo Guido Castaldo, nella sua attività professionale si occupa di critica musicale, divulgazione musicale e conduzione radiofonica. Dal 1974 al 1976 ha partecipato al progetto della rivista Muzak fondata da Giaime Pintor. Scrive dalla fondazione per il quotidiano la Repubblica, per il quale ha curato l'inserto settimanale «Musica». Per il gruppo della Repubblica ha curato innumerevoli iniziative editoriali e discografiche, a partire dall'America del rock fino alla Storia del jazz ed altre. Ha condotto programmi per Rai Radio 3 dalla fine degli anni settanta ai primi anni ottanta.
Dal 2005, insieme con Ernesto Assante, ha tenuto all'Auditorium Parco della Musica di Roma le Lezioni di rock. Viaggio al centro della musica con lo scopo di approfondire, grazie anche all'ascolto guidato e all'ausilio di video e filmati, la storia di coloro che sono entrati nella leggenda del rock. 
Dal 2011 la domenica pomeriggio dalle 14 alle 16, ha condotto con Assante, il programma Playlist su Radio Capital.
Da anni svolge serate di Storytelling sulla musica sui grandi temi della musica, su singoli artisti, in qualche caso sono spettacoli derivati dai suoi libri, in particolare da Il romanzo della canzone italiana, Beatles vs Rolling Stones e Il cielo bruciava di Stelle. Ha rappresentato insieme a Ernesto Assante molte serate dedicata alla figura di Lucio Dalla, in conseguenza del libro scritto insieme, molte delle quali svolte con l'ausilio di musicisti dal vivo, in particolare il gruppo del sassofonista Stefano Di Battista.
Dal 2017 conduce su Rai Radio 2, assieme a Ema Stokholma, il programma Back2Back. Conduce le dirette radiofoniche del Festival di Sanremo 2018, 2020 e 2021 insieme a Ema Stokholma e Andrea Delogu, mentre nell'edizione del 2019, del 2022, del 2023, del 2024, del Festival di Sanremo 2025 in coppia con la Stokholma. Nel 2021 ha condotto sui canali Rai, Magazzini Musicali, settimanale di attualità e musica. Tra i vari impegni di critico musicale dal 2024 collaborerà con il Premio Lunezia per assegnare il "Premio Lunezia Elite", conferimento impegnato nella valorizzazione musical-letteraria di un'opera musicale di recente produzione.  Una eredità lasciata da Fernanda Pivano, che tenne a battesimo la trentennale rassegna lunigianese.

## Vita privata
È sposato dal 2016 con Mary Cavallaro, giornalista, press agent e manager musicale di diversi artisti,: la coppia ha un figlio, Arturo, nato nel 2020. Da una sua precedente relazione con la giornalista Katia Riccardi sono nate due figlie, Nina (2003) ed Emma (2004).

## Libri
- Dizionario della canzone italiana, 3 voll.,  Armando Curcio Editore, 1990
- La Terra Promessa. Quarant'anni di cultura rock, Feltrinelli, 1994, ISBN 9788807812996
- La mela canterina. Appunti per un sillabario musicale, Minimum Fax, 1996, ISBN 9788886568159
- Blues, Jazz, Rock, Pop. Il Novecento americano (con Ernesto Assante), Einaudi, 2004, ISBN 9788806167110
- 33 dischi senza i quali non si può vivere. Il racconto di un'epoca (con Ernesto Assante), Einaudi, 2007, ISBN 9788806186777
- Il buio, il fuoco, il desiderio. Ode in morte della musica, Einaudi, 2008, ISBN 9788806196721
- Il tempo di Woodstock (con Ernesto Assante), Laterza, 2009, ISBN 9788842089964
- Music:box. Quando i grandi fotografi raccontano la musica, Contrasto, 2011, ISBN 9788869653018
- Beatles (con Ernesto Assante), Laterza, 2014, ISBN 9788858120712
- Il romanzo della canzone italiana, Einaudi, 2018, ISBN 9788806235895
- Lucio Dalla (con Ernesto Assante), Mondadori, 2021, ISBN 9788835708018
- Beatles e Rolling Stones. Apollinei e dionisiaci, Einaudi, 2022, ISBN 9788806250928
- Il cielo bruciava di stelle. La stagione magica dei cantautori italiani, Mondadori, 2023, ISBN 9788835725817
- Il ragazzo del secolo, o della rivoluzione perduta, HarperCollins, 2025